# Liliana Ibáñez
Liliana Ibáñez López  (Celaya, Guanajuato, 30 de enero de 1991) es una nadadora mexicana. Formó parte de la delegación mexicana en los Juegos Olímpicos de Río de Janeiro 2016.

## Carrera deportiva
En los Juegos Olímpicos de Londres 2012, finalizó en lugar 12 en los 200 metros estilo libre. En 2013 rompió el récord mexicano en la prueba de los 100 metros libres en el Campeonato Mundial de Natación en Barcelona con tiempo de 0:55:70.cesar en 4